# Red Eléctrica de España
Redeia Corporación, S.A., nota anche come Red Eléctrica de España o REE, una società spagnola di proprietà in parte statale e a capitale pubblico che amministra la rete elettrica nazionale in Spagna, ove gestisce il sistema nazionale di trasmissione dell'energia. Detiene inoltre attività in Perù, Cile e Brasile.
La sua sussidiaria più importante, Red Eléctrica, opera nel mercato elettrico spagnolo e rappresenta il 93% dei ricavi del Gruppo (2017). La sua missione, in qualità di operatore di sistema, è quella di assicurare il corretto funzionamento del sistema di approvvigionamento elettrico e di garantire la continuità e la sicurezza della fornitura di energia elettrica in ogni momento. Red Eléctrica gestisce l'intera rete di trasmissione dell'elettricità (alta tensione), ma non si occupa della distribuzione dell'elettricità (bassa tensione).

## Storia
Red Eléctrica è stata fondata, nel 1985, in applicazione della legge 49/1984 del 26 dicembre 1984, dalla holding statale Instituto Nacional de Industria (INI). È stata la prima società al mondo dedicata esclusivamente alla trasmissione e alla gestione del sistema elettrico.
La legge 54/1997 sul settore elettrico ha confermato il ruolo di Red Eléctrica nel sistema e la legge 17/2007, che ha modificato questa legislazione per adattarla alla direttiva europea 2003/54/CE, ha ratificato Red Eléctrica come unico agente di trasmissione e gestore del sistema elettrico spagnolo ad alta tensione.
Nel corso del 2010, in conformità con questa legge, è stata completata l'acquisizione degli asset di trasmissione dalle società elettriche, compresi i sistemi delle Isole Baleari e delle Canarie, e ha rappresentato il consolidamento della Società come unico agente di trasmissione e operatore del sistema elettrico in Spagna.
Nel 2022, il Grupo Red Eléctrica ha rinominato il proprio marchio commerciale in “Redeia”.
Fino al 20% di Redeia è controllato dalla holding statale Sociedad Estatal de Participaciones Industriales (SEPI), mentre il resto è flottante sulla Borsa di Madrid.

### Acquisizioni
La società possiede il 5% della controparte portoghese Redes Energéticas Nacionais, con cui ha un'alleanza strategica.
Nel 2002, Transportadora de Electricidad (TDE) è stata acquisita da Unión Fenosa per 92 milioni di euro corrispondenti a oltre il 99% della società. TDE ha contribuito a circa l'1,5% dei ricavi totali di Red Eléctrica. Il 13 novembre 2014, il governo della Bolivia ha accettato di pagare 36,5 milioni di dollari a Red Eléctrica come risarcimento per la nazionalizzazione di TDE.
L'azienda possiede il 100% della società di servizi peruviana Redesur (Red Eléctrica del Sur) nel sud del Perù. REE ha raggiunto il 100% di questa azienda nel 2017, dopo averne acquisito l'ultimo 45%. Redesur gestisce il sistema elettrico del Perù meridionale e controlla il 100% di Transmisora Eléctrica del Sur (Tesur) e il 75% di Transmisora Eléctrica del Sur 2 (Tesur2).

## Servizi

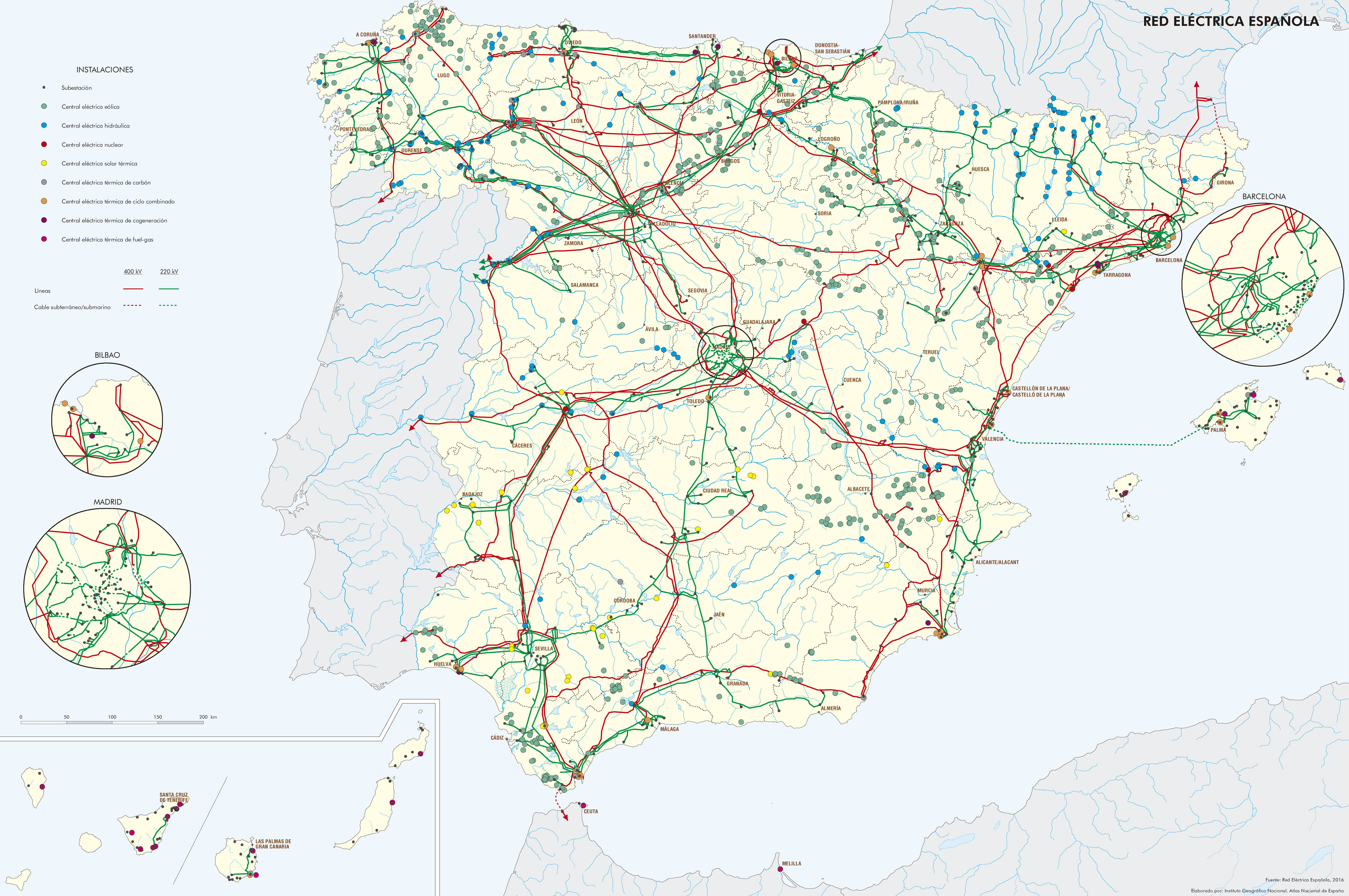
Mappa delle centrali elettriche, delle sottostazioni e delle linee ad alta tensione in Spagna, 2016.

In qualità di gestore del sistema elettrico, Red Eléctrica stabilisce le previsioni della domanda di energia elettrica e gestisce gli impianti di generazione e trasmissione di energia elettrica in tempo reale, garantendo che la produzione programmata nelle centrali elettriche coincida sempre con la domanda dei consumatori. Red Eléctrica svolge le sue funzioni operative sia nel sistema continentale che in quelli non continentali.
Red Eléctrica è proprietaria dell'intera rete elettrica spagnola ad alta tensione.

### Impianti in servizio
La rete di trasmissione è costituita da oltre 40.000 chilometri di linee ad alta tensione, più di 5.000 sottostazioni e oltre 80.000 MVA di capacità di trasformazione.

## Struttura aziendale

### Redeia
La società madre del gruppo è Redeia (ufficialmente Redeia Corporación, S.A.), a cui fanno capo:
- Red Eléctrica, responsabile delle attività elettriche in Spagna.
- Reintel, responsabile della gestione delle attività di telecomunicazione.
- Hispasat, responsabile della gestione delle attività satellitari.
- Redinter, responsabile delle attività di investimento e consulenza del gruppo all'estero.
- Elewit, responsabile dell'innovazione e della tecnologia per accelerare l'innovazione tecnologica.

L'organico di Redeia al 31 dicembre 2023 era formato da 2477 dipendenti.

### Reintel
Dal 1° luglio 2015, gestisce le attività di telecomunicazione del gruppo. Reintel è un'impresa nata con l'obiettivo di gestire commercialmente le infrastrutture in fibra ottica e degli spazi tecnici ad esse associati, con una rete in fibra ottica di oltre 33.000 km.

### Redinter
Attraverso varie controllate integrate in Reintel, Redeia è presente in Sud America dal 1999, in particolare in Perù, Cile ed Ecuador. In Perù, possiede 1.686 km di linee di circuito, mentre in Cile ne gestisce 1.729 km.

#### Perù
In Perù, Redinter controlla Red Eléctrica del Sur (Redesur) e Red Eléctrica Andina (REA), che possiede al 100%. A sua volta, Redesur controlla Transmisora Eléctrica del Sur (Tesur). Nel dicembre 2018, il gruppo ha rilevato Bow Power, una società che dalla fine del 2017 ha gestito 372 km di circuiti a 220 kV e 138 kV, nonché quattro sottostazioni nelle regioni di Cajamarca, Amazonas e San Martín, nel Perù settentrionale, con una concessione trentennale. Il costo dell'operazione, compreso il debito, è di circa 205 milioni di dollari.

#### Cile
In Cile, attraverso Red Eléctrica Chile, Redeia detiene una partecipazione del 50% in Transmisora Eléctrica del Norte (TEN). Il restante 50% di TEN è di proprietà di E-CL (appartenente al gruppo Engie). Nel 2017, Red Eléctrica Chile, attraverso Redenor (società creata in joint venture 70%-30% con Cobra Instalaciones y Servicios), si è aggiudicata la gestione di Pozo Almonte, vicino al confine con il Perù, un progetto di oltre 258 chilometri di linee elettriche nel nord del Cile. Nel luglio 2018, Red Eléctrica Chile ha acquisito il 100% del capitale sociale della società Centinela Transmisión, di proprietà della Minera Centinela, per un totale di 117,2 milioni di dollari. Centinela Transmisión gestisce, nella regione di Antofagasta, nel Cile settentrionale, 3 linee a 220 kV che collegano le sottostazioni di Encuentro, El Tesoro, Esperanza ed El Cobre (265 km di circuito).

### Inelfe
Redeia possiede il 50% del capitale di INELFE, una società costituita insieme alla sua controparte francese Réseau de Transport d'Électricité (RTE) per lo sviluppo delle interconnessioni tra Spagna e Francia.

### Reincan
La filiale Reincan è stata creata nel 2015 con l'obiettivo di migliorare e facilitare la fornitura di energia elettrica nelle Isole Canarie e di promuovere l'uso delle energie rinnovabili nell'arcipelago, creando progetti di riserva energetica per garantire la fornitura di energia elettrica.

## Struttura azionaria
L'azionariato della società è composto per il 20% dalla Sociedad Estatal de Participaciones Industriales (SEPI), il principale gestore delle partecipazioni societarie del governo spagnolo, e per il restante 80% da azioni liberamente negoziate sui mercati finanziari internazionali.
Le partecipazioni più significative al 30 luglio 2021 erano:
| Azionario                                               | Partecipazione |
| ------------------------------------------------------- | -------------- |
| Sociedad Estatal de Participaciones Industriales        | 20%            |
| Amancio Ortega (attraverso Pontegadea Inversiones S.L.) | 5%             |
| BlackRock                                               | 3,04%          |
| Buy-back                                                | 0,335%         |